# 学校法人徳野学園
学校法人徳野学園（がっこうほうじんとくのがくえん）は、石川県白山市番匠町にある学校法人。

## 沿革
- 1948年（昭和23年） - 創始者の徳野精により金沢洋裁学院として開始[1]（のちに金沢洋裁専門学校[2]と改称）。
- 1973年（昭和48年）12月25日 - 学校法人徳野学園設立認可[3]（当時の名称は「学校法人とくの幼稚園」[4]）、とくの幼稚園設置認可[3]。
- 1974年（昭和49年）4月1日 - とくの幼稚園を松任市番匠町242番地に開設[5]。
- 1979年（昭和54年）2月20日 - 創立30周年記念式典を挙行[1]。